# Venusia phasma
Venusia phasma là một loài bướm đêm trong họ Geometridae.